# Parapercis clathrata
Parapercis clathrata là một loài cá biển thuộc chi Parapercis trong họ Cá lú. Loài cá này được mô tả lần đầu tiên vào năm 1910.

## Từ nguyên
Tính từ định danh clathrata trong tiếng Latinh có nghĩa là "dạng lưới", không rõ hàm ý, có lẽ đề cập đến các đốm trên phần thân dưới tạo thành kiểu hình lưới ở loài cá này.

## Phạm vi phân bố và môi trường sống
Từ Ấn Độ và Sri Lanka, P. clathrata được phân bố trải dài về phía đông đến quần đảo Marshall và Tonga, băng qua những vùng biển thuộc khu vực Đông Ấn Độ Dương và Tây Thái Bình Dương, ngược lên phía bắc đến vùng biển phía nam Nhật Bản và quần đảo Mariana, giới hạn phía nam đến bờ bắc Úc và Nouvelle-Calédonie.
Ở Việt Nam, P. clathrata được ghi nhận tại quần đảo Hoàng Sa; cù lao Chàm (Quảng Nam); đảo Lý Sơn (Quảng Ngãi); bờ biển Phú Yên và Ninh Thuận; Côn Đảo; vịnh Nha Trang (Khánh Hòa) và cù lao Câu (Bình Thuận) cũng như tại quần đảo Trường Sa.
P. clathrata sống ở cả trong đầm phá và trên các rạn san hô viền bờ, thường tập trung ở khu vực nền cát và đá vụn, độ sâu đến ít nhất là 50 m.

## Mô tả

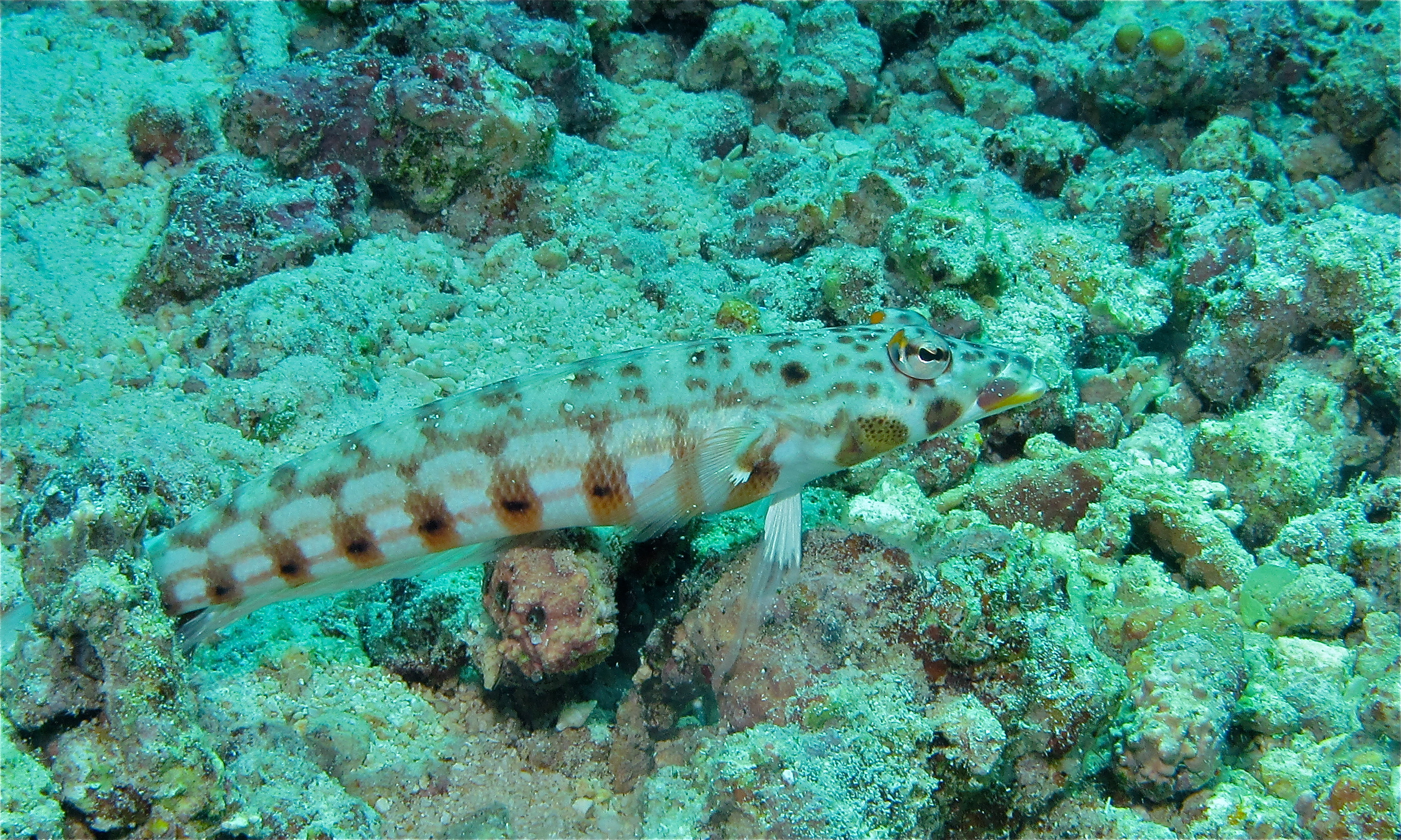
P. clathrata trên một rạn san hô

P. clathrata có chiều dài cơ thể lớn nhất được ghi nhận là 24 cm. Phía trước hàm dưới có 6 răng nanh. Cơ thể có màu nâu nhạt (hoặc màu be), trắng dần xuống bụng, lốm đốm các vệt nâu sẫm trên đầu và thân trên. Thân dưới có khoảng 9–10 vệt đốm màu nâu đỏ được nối với nhau bởi một sọc mảnh cùng màu, ở giữa các đốm này có một vệt đen. Hai bên má có nhiều chấm đen li ti. Cá đực có thêm một đốm đen viền trắng trên nắp mang. Vây đuôi có vùng màu vàng/trắng ở giữa, đốm lốm các chấm nâu sẫm. Cằm màu cam.
Số gai ở vây lưng: 4–5 (gai thứ 2 và 3 dài nhất); Số tia vây ở vây lưng: 20–21; Số gai ở vây hậu môn: 1; Số tia vây ở vây hậu môn: 17; Số tia vây ở vây ngực: 17; Số gai ở vây bụng: 1; Số tia vây ở vây bụng: 5; Số vảy đường bên: 57–60.